# Woodstock II
Woodstock II war ein Musikfestival, das vom 12. bis 14. August 1994 zum 25. Jubiläum des Woodstock-Festivals in Saugerties, New York veranstaltet wurde. Die Besucherzahl lag bei ungefähr 350.000 Menschen. Die auftretenden Künstler waren teilweise schon 1969 aufgetreten. Es gab aber auch viele Musiker der nächsten Generation, die hier die Massen unterhielten. Die meisten dieser Künstler sind dem Bereich des Alternative-Rock zuzuschreiben. Zudem spielte Bob Dylan, der 1969 nicht teilgenommen hatte, auf dem Festival. Er wurde mit den Worten „We have waited 25 years to hear this…“ angekündigt. Die Secret World Tour von Peter Gabriel endete mit seinem Auftritt auf dem Festival.
Im deutschsprachigen Raum wurde das Festival-Wochenende von dem Bezahl-Fernsehsender Premiere (heute Sky Deutschland) live übertragen.

## Interpreten
| - Aerosmith - The Allman Brothers Band - Arrested Development - The Band - Blind Melon - Blues Traveler - Candlebox - Johnny Cash - Jimmy Cliff’s All Star Reggae Jam - Joe Cocker - Collective Soul - Counting Crows | - The Cranberries - Crosby, Stills and Nash - Sheryl Crow - Country Joe McDonald with The Fugs - Cypress Hill - Del Amitri - Bob Dylan - Melissa Etheridge - Peter Gabriel (Headliner) - Grateful Dead - Green Day - Jackyl | - King’s X - Live - Metallica - Neville Brothers - Nine Inch Nails - Orleans - Paul Rodgers Band & Andy Fraser - Porno for Pyros - Primus - Red Hot Chili Peppers - Rollins Band | - Todd Rundgren - Salt’N’Pepa - Santana - The Sisters of Glory & Phoebe Snow - Spin Doctors - Sweetwater - Traffic - Violent Femmes - W.O.M.A.D. - Youssou N’Dour - Zucchero |